# Municipio de Bow Creek
El municipio de Bow Creek (en inglés: Bow Creek Township) es un municipio ubicado en el condado de Phillips en el estado estadounidense de Kansas. En el año 2010 tenía una población de 43 habitantes y una densidad poblacional de 0,46 personas por km².

## Geografía
El municipio de Bow Creek se encuentra ubicado en las coordenadas 39°36′14″N 99°13′32″O / 39.60389, -99.22556. Según la Oficina del Censo de los Estados Unidos, el municipio tiene una superficie total de 93.05 km², de la cual 91,66 km² corresponden a tierra firme y (1,49 %) 1,39 km² es agua.

## Demografía
Según el censo de 2010, había 43 personas residiendo en el municipio de Bow Creek. La densidad de población era de 0,46 hab./km². De los 43 habitantes, el municipio de Bow Creek estaba compuesto por el 100 % blancos. Del total de la población el 2,33 % eran hispanos o latinos de cualquier raza.